# ダリオ・サルディ
ダリオ・サルディ（Dario Sarduy、2005年11月12日 - ）は、キューバ共和国ビジャ・クララ州出身のプロ野球選手（投手・育成選手）。左投左打。福岡ソフトバンクホークス所属。

## 経歴

### 来日前
7歳で野球を始める。9歳で投手に転向した。
12歳で地元の野球チームに入団。17歳にキューバリーグの球団とプロ契約を締結した。同僚にクリスチャン・ロドリゲスがいた。
2024年1月14日に、福岡ソフトバンクホークスと育成選手契約を締結したことが発表された。背番号は176。

### ソフトバンク時代
同年4月17日に三軍戦で実戦デビューを果たす。二軍戦での登板はなかった。オフには2024 WBSCプレミア12のキューバ代表に選出された。同大会は先発・中継ぎで計2試合に登板した。

## 選手としての特徴
ソフトバンクで活躍するリバン・モイネロにならって「モイネロ2世」と呼ばれるほどの高いポテンシャルを持つ。伸びのあるストレートと変化球が主な武器。

## 人物
同じ三軍で共闘する佐々木明都、佐倉俠史朗とは仲が良い。
目標としている選手はリバン・モイネロで、来日後はモイネロのサポートにも支えられていたという。

## 詳細情報

### 背番号
- 176（2024年[2] - ）